# Li-Fi

Logo de LiFi

Li-Fi, de l'anglès Light Fidelity (llum fidelitat, traducció literal de cada terme) és un sistema de comunicació amb llum visible 5G que utilitza llum LED per transferir informació a alta velocitat. És una forma similar al Wi-Fi. El Li-Fi permet, per exemple, d'encendre simplement el llum per connectar-se a Internet. Aquest sistema permet transmetre informació de manera més ràpida en comparació al Wi-Fi, a més de no saturar la connexió per la presència d'un nombre d'aparells Wi-Fi nombrós. Tanmateix, el seu preu, tant de fabricació com de comercialització, segueix sent car.

## Funcionament
Com que els llums led s'encenen i s'apaguen (1 i 0 binàriament) 10 mil milions de vegades per segon, es fa servir aquesta característica per enviar informació a través de l'ona de llum, arribant així a 10Gbps de velocitat. Aquestes ones de llum que creen la llum led són per on viatge la informació, i la velocitat d'encesa/apagada d'aquestes llums és tan ràpida que és imperceptible per l'ull humà.
El funcionament de la tecnologia Li-Fi es pot veure representada a la Figura \ref{Estructura_Li-Fi}. Al costat de la bombeta s'instal·la un modulador (\textit{Lamp Driver}) i del que s'encarrega és de poder variar l'ona del senyal. Després que aquest modulador varii l'ona del senyal amb la informació, la bombeta amb l'encesa/apagada crea les ones per on viatjarà aquesta informació i més tard seran els fotorreceptors els que s'encarregaran de recollir aquesta informació, ja que són capaços de captar la variació de la intensitat de llum i convertir-ho en corrent elèctric.

## Avantatges i inconvenients
Alguns dels avantatges que podem citar són:
- A llocs com avions i hospitals on els sorolls de radiofreqüència està prohibit, Li-Fi es podria utilitzar
- Com que la informació viatja a través de la llum i com aquesta no travessa parets ni objectes opacs, s'obté una major privacitat
- Al no necessitar un amplada de banda de radiofreqüència com el Wi-Fi, no necessita la llicència i, per tant, és més econòmic
- Cada llum de carrer podria ser un punt d'accés de dades lliure
- Per llocs submarins, on les ones Wi-Fi no funcionen, Li-Fi és una possible solució per exploracions submarines

Encara que també té alguns inconvenients:
- Com que la llum no travessa objectes opacs, com podrien ser parets, si la llum no arriba, no es pot transmetre el senyal
- Si en algun moment entre la bombeta i el fotoreceptor, s'hi troba un objecte opac, o simplement s'apaga la bombeta, es perd la transmissió
- Es necessita una bombeta LED